# Else Ackermann
Pour les articles homonymes, voir Ackermann.
Else Ackermann, née à Berlin le 6 novembre 1933 et morte le 14 septembre 2019, est une pharmacologue et femme politique allemande. Elle a été membre de l'Union chrétienne-démocrate d'Allemagne entre 1985 et 1990 puis de l'Union chrétienne-démocrate d'Allemagne.